# Dana Faletic
Dana Faletic, född den 1 augusti 1977 i Hobart i Australien, är en australisk roddare.
Hon tog OS-brons i scullerfyra i samband med de olympiska roddtävlingarna 2004 i Aten.